# Chargey-lès-Port
Pour les articles homonymes, voir Chargey et Port (homonymie).
Chargey-lès-Port est une commune française située dans le département de la Haute-Saône, la région culturelle et historique de Franche-Comté et la région administrative Bourgogne-Franche-Comté.

## Géographie
Chargey-lès-Port est abritée dans un pli de terrain sur la rive droite de la Saône, à un bon kilomètre de la rivière. Le village est situé sur une rangée de collines calcaires assez élevées. Le hasard l'avait rattaché à l'ex-canton de Combeaufontaine mais il appartient depuis 2014 au canton de Jussey, commune située à une quinzaine de kilomètres au nord-ouest. Pourtant Chargey-les-Port n'est situé qu'à 7 km de Port-sur-Saône, et à 20 km de Vesoul.

### Climat
Pour des articles plus généraux, voir Climat de la Bourgogne-Franche-Comté et Climat de la Haute-Saône.
En 2010, le climat de la commune est de type climat des marges montargnardes, selon une étude du Centre national de la recherche scientifique s'appuyant sur une série de données couvrant la période 1971-2000. En 2020, Météo-France publie une typologie des climats de la France métropolitaine dans laquelle la commune est exposée à un climat semi-continental et est dans la région climatique  Lorraine, plateau de Langres, Morvan, caractérisée par un hiver rude (1,5 °C), des vents modérés et des brouillards fréquents en automne et hiver. 
Pour la période 1971-2000, la température annuelle moyenne est de 9,9 °C, avec une amplitude thermique annuelle de 17,2 °C. Le cumul annuel moyen de précipitations est de 1 061 mm, avec 13 jours de précipitations en janvier et 9,5 jours en juillet. Pour la période 1991-2020, la température moyenne annuelle observée sur la station météorologique de Météo-France la plus proche, « Combeaufontaine », sur la commune de Combeaufontaine à 9 km à vol d'oiseau, est de 10,7 °C et le cumul annuel moyen de précipitations est de 1 044,0 mm. 
La température maximale relevée sur cette station est de 41 °C, atteinte le 25 juillet 2019 ; la température minimale est de −26 °C, atteinte le 6 janvier 1985,,. 
Les paramètres climatiques de la commune ont été estimés pour le milieu du siècle (2041-2070) selon différents scénarios d'émission de gaz à effet de serre à partir des nouvelles projections climatiques de référence DRIAS-2020. Ils sont consultables sur un site dédié publié par Météo-France en novembre 2022.

## Urbanisme

### Typologie
Au 1er janvier 2024, Chargey-lès-Port est catégorisée commune rurale à habitat dispersé, selon la nouvelle grille communale de densité à sept niveaux définie par l'Insee en 2022.
Elle est située hors unité urbaine. Par ailleurs la commune fait partie de l'aire d'attraction de Vesoul, dont elle est une commune de la couronne,. Cette aire, qui regroupe 158 communes, est catégorisée dans les aires de 50 000 à moins de 200 000 habitants,.

### Occupation des sols
L'occupation des sols de la commune, telle qu'elle ressort de la base de données européenne d’occupation biophysique des sols Corine Land Cover (CLC), est marquée par l'importance des forêts et milieux semi-naturels (54,8 % en 2018), une proportion sensiblement équivalente à celle de 1990 (55,3 %). La répartition détaillée en 2018 est la suivante : 
forêts (54,3 %), prairies (33,8 %), terres arables (6,8 %), zones urbanisées (3,5 %), zones agricoles hétérogènes (1,2 %), milieux à végétation arbustive et/ou herbacée (0,4 %). L'évolution de l’occupation des sols de la commune et de ses infrastructures peut être observée sur les différentes représentations cartographiques du territoire : la carte de Cassini (XVIIIe siècle), la carte d'état-major (1820-1866) et les cartes ou photos aériennes de l'IGN pour la période actuelle (1950 à aujourd'hui).

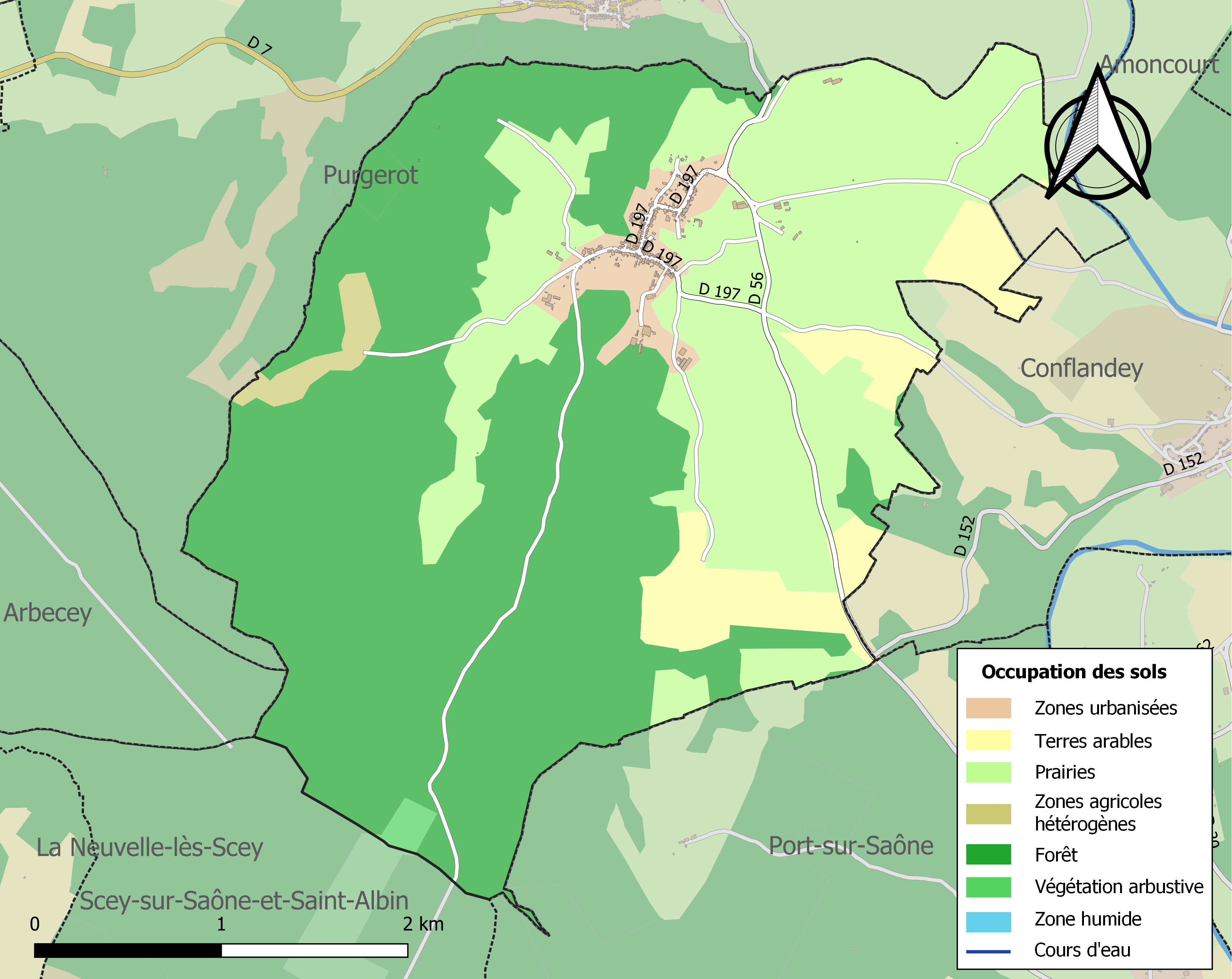
Carte des infrastructures et de l'occupation des sols de la commune en 2018 (CLC).

## Politique et administration

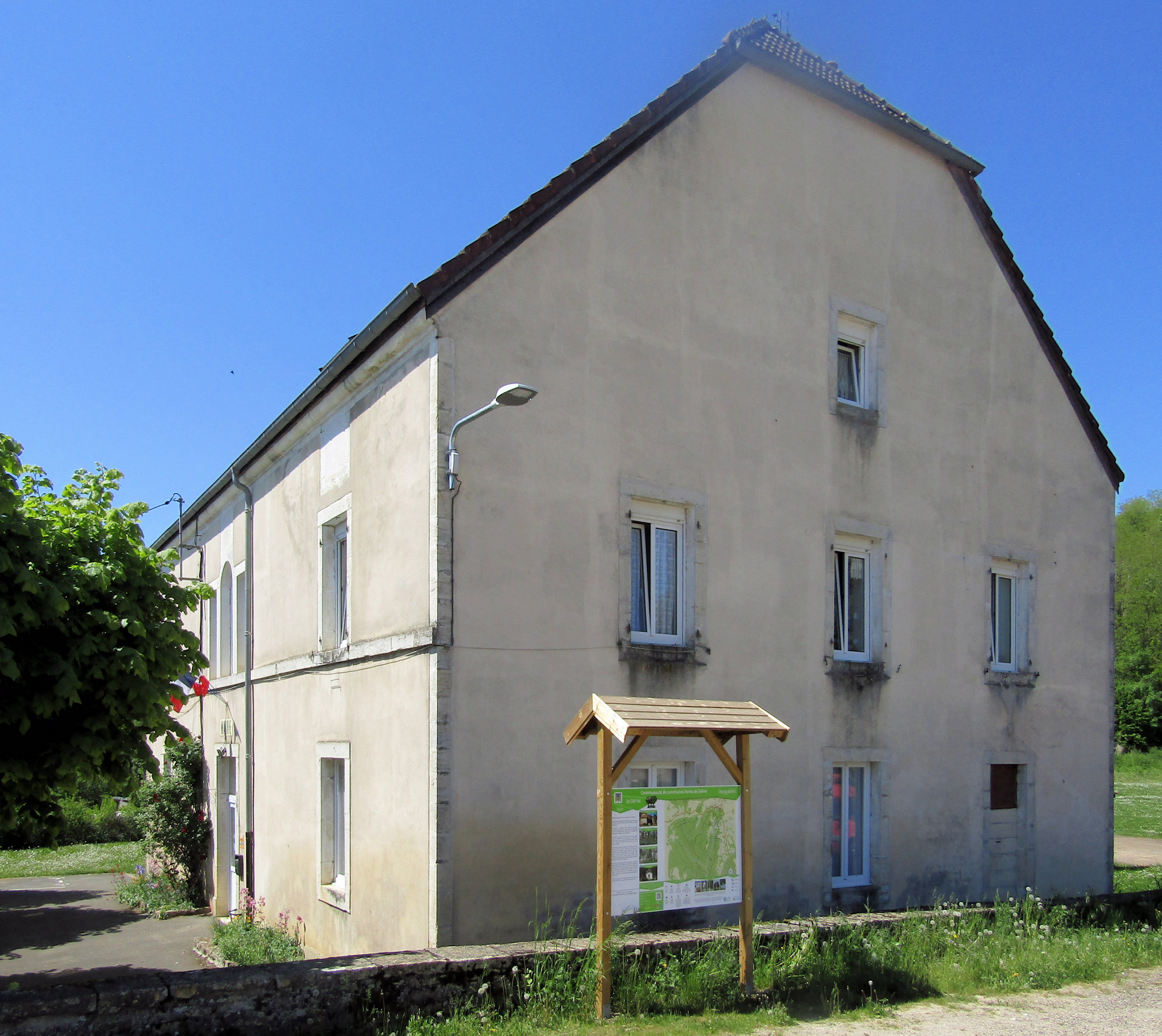
La mairie.

### Rattachements administratifs et électoraux
Chargey-lès-Port fait partie de l'arrondissement de Vesoul du département de la Haute-Saône, en région Franche-Comté. Pour l'élection des députés, elle dépend de la première circonscription de la Haute-Saône.
La commune faisait partie depuis 1801 du canton de Combeaufontaine. Dans le cadre du redécoupage cantonal de 2014 en France, la commune fait désormais partie du canton de Jussey.

### Intercommunalité
La commune était membre de la communauté de communes de la Saône jolie, créée en 1992.
L'article 35 de la loi no 2010-1563 du 16 décembre 2010 « de réforme des collectivités territoriales » prévoyant d'achever et de rationaliser le dispositif intercommunal en France, et notamment d'intégrer la quasi-totalité des communes françaises dans des EPCI à fiscalité propre, dont la population soit normalement supérieure à 5 000 habitants, les communautés de communes : 
- Agir ensemble ;  
- de la Saône jolie ; 
- des six villages ; 
et les communes isolées de Bourguignon-lès-Conflans, Breurey-lès-Faverney et Vilory ont été regroupées pour former le 1er janvier 2014 la communauté de communes Terres de Saône, dont est désormais membre la commune.

### Liste des maires
| Période   | Période   | Identité        | Étiquette | Qualité                               |
| --------- | --------- | --------------- | --------- | ------------------------------------- |
| 1944      | 1945      | Joseph Bleuchot |           |                                       |
| 1945      | 1959      | Paul Poutot     |           |                                       |
| 1959      | 1968      | Georges Gauchey |           |                                       |
| 1968      | mars 1989 | Pierre Darosey  |           |                                       |
| mars 1989 | juin 1995 | Yvette Berthod  |           |                                       |
| juin 1995 | mars 2008 | Bernard Pirat   |           |                                       |
| mars 2008 | mai 2020  | Xavier Darosey  | DVD       |                                       |
| mai 2020  | en cours  | Antoni Magnin   | RN        | Suppléant du député Antoine Villedieu |

## Démographie
On dénombrait 110 ménages en 1614 et 32 en 1640.
L'évolution du nombre d'habitants est connue à travers les recensements de la population effectués dans la commune depuis 1793. Pour les communes de moins de 10 000 habitants, une enquête de recensement portant sur toute la population est réalisée tous les cinq ans, les populations de référence des années intermédiaires étant quant à elles estimées par interpolation ou extrapolation. Pour la commune, le premier recensement exhaustif entrant dans le cadre du nouveau dispositif a été réalisé en 2004.
En 2022, la commune comptait 236 habitants, en évolution de −0,42 % par rapport à 2016 (Haute-Saône : −1,4 %, France hors Mayotte : +2,11 %).
| 1793 | 1800 | 1806 | 1821 | 1831 | 1836 | 1841 | 1846 | 1851 |
| ---- | ---- | ---- | ---- | ---- | ---- | ---- | ---- | ---- |
| 565  | 596  | 685  | 662  | 731  | 736  | 720  | 680  | 697  |

| 1856 | 1861 | 1866 | 1872 | 1876 | 1881 | 1886 | 1891 | 1896 |
| ---- | ---- | ---- | ---- | ---- | ---- | ---- | ---- | ---- |
| 557  | 543  | 550  | 532  | 510  | 471  | 486  | 443  | 409  |

| 1901 | 1906 | 1911 | 1921 | 1926 | 1931 | 1936 | 1946 | 1954 |
| ---- | ---- | ---- | ---- | ---- | ---- | ---- | ---- | ---- |
| 387  | 385  | 388  | 345  | 353  | 359  | 346  | 310  | 268  |

| 1962 | 1968 | 1975 | 1982 | 1990 | 1999 | 2004 | 2006 | 2009 |
| ---- | ---- | ---- | ---- | ---- | ---- | ---- | ---- | ---- |
| 277  | 265  | 212  | 206  | 198  | 219  | 241  | 250  | 242  |

| 2014 | 2019 | 2022 | - | - | - | - | - | - |
| ---- | ---- | ---- | - | - | - | - | - | - |
| 239  | 235  | 236  | - | - | - | - | - | - |

## Culture locale et patrimoine

### Lieux et monuments
Le village compte plusieurs bâtiments et monuments notables :

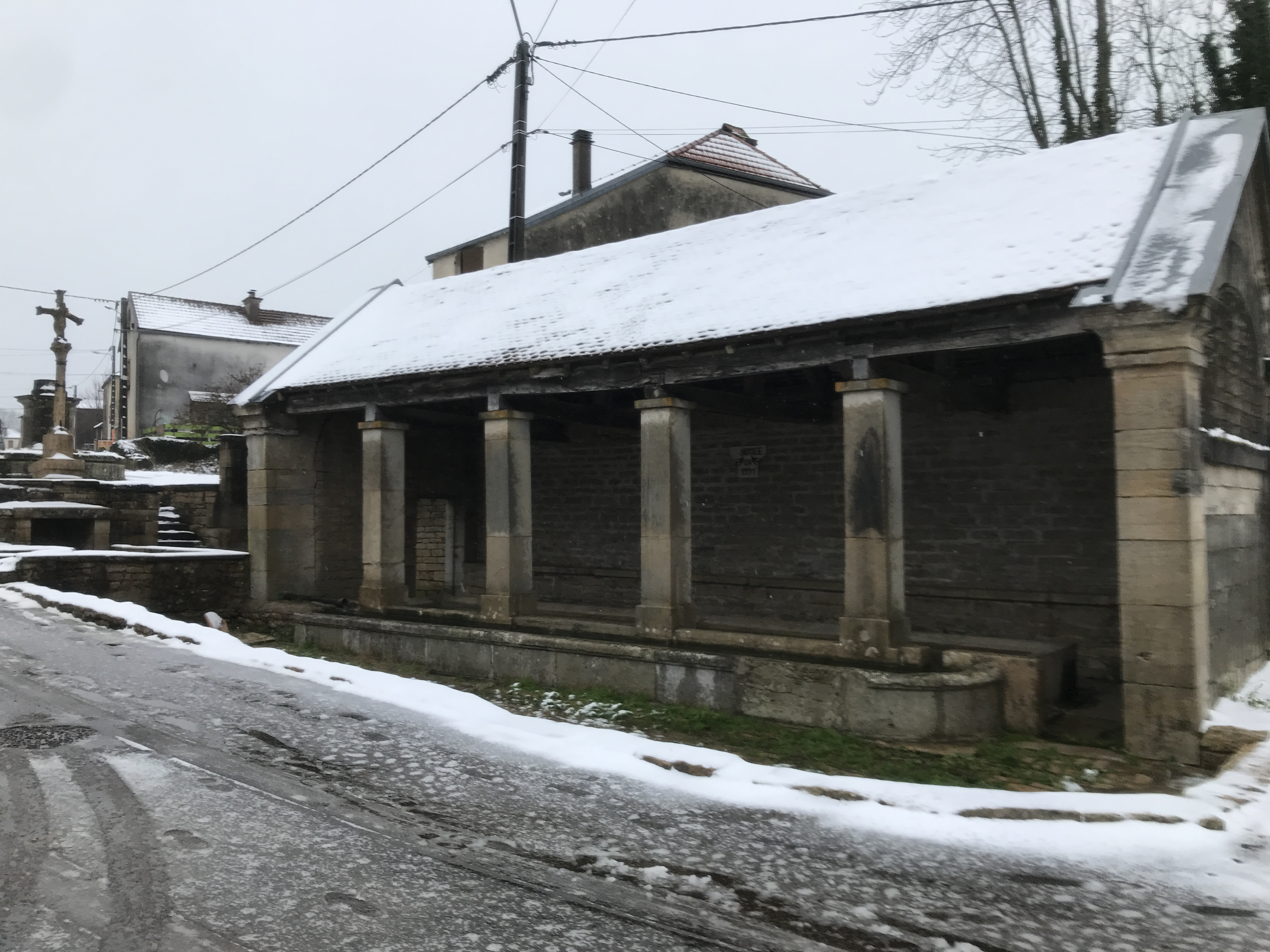
Fontaine de la rue du Cornot

L’église actuelle fut bâtie au centre du village dans les années 1780 et la cloche baptisée en 1784. La chapelle de la Vierge, ancien oratoire des seigneurs locaux est située en direction du village voisin de Purgerot par le chemin dit « de la Roche ». Six croix sont encore aujourd’hui parsemées sur le village. La plus ancienne date de 1530 et quatre autres datent du XVIIe siècle.
On compte 4 fontaines sur la commune. La fontaine de la grande rue date de 1822, la construction de celle de la rue du Cornot s’étale entre 1832 et 1839. La fontaine de la place fut construite quant à elle en deux temps avec une borne d’eau en 1860 et le lavoir abrité en 1880.
Il existe également plusieurs maisons de maître dans un style caractéristiques de la région. De nombreux lieux-dits et curiosités sont à l'origine de dictons et histoires locales : les cabanes de Coucou, le tilleul bénit, le cerisier bénit, l'homme de Pierre...

### Héraldique
| Blason de Chargey-lès-Port | Blason  | D'azur au chevron pignonné de cinq rangs et de neuf pièces d'or, maçonné de sable, surmonté de quatre ailes de moulin en sautoir, accosté de deux serpes affrontées et soutenu d'un annelet, le tout d'argent. DeviseIl n'est de murot qui m'arrête |
| Blason de Chargey-lès-Port | Détails | L’anneau évoque les fontaines, le chevron pignonné et maçonné, la présence de la pierre, notamment dans les murgers et les cabanes de coucous ; les serpettes, les coteaux autrefois couverts de vignes ; les ailes, le moulin à vent présent au Moyen Âge sur les hauteurs ; les deux branches qui forment une croix figurent le tilleul et le cerisier bénis, encore présents. Enfin la devise rappelle le surnom des habitants : les saute-murots. adopté le 20 juin 2014. |
| Blason de Chargey-lès-Port | Alias   | D'or à cinq tourteaux d'azur. Ancien blason, utilisé des années 1990 à 2014 par la commune, mais qui correspondait en fait à Chargey-lès-Gray, siège en 1384 d'un receveur local des finances. |